# Frederick (Dacota do Sul)
Frederick é uma cidade  localizada no estado norte-americano de Dakota do Sul, no Condado de Brown.

## Demografia
Segundo o censo norte-americano de 2000, a sua população era de 255 habitantes.
Em 2006, foi estimada uma população de 240, um decréscimo de 15 (-5.9%).

## Geografia
De acordo com o United States Census Bureau tem uma área de
0,9 km², dos quais 0,9 km² cobertos por terra e 0,0 km² cobertos por água. Frederick localiza-se a aproximadamente 421 m acima do nível do mar.

## Localidades na vizinhança
O diagrama seguinte representa as localidades num raio de 32 km ao redor de Frederick.